# عرفان رنا
عرفان رنا (10 فبراير 1968 بكراتشي في باكستان - ) هو لاعب كريكت باكستاني. لعب مع Pakistan National Shipping Corporation cricket team ‏ وLancashire Cricket Board ‏ وList of Karachi first-class cricket teams ‏.

## وصلات خارجية
- عرفان رنا على موقع إي آس بي آن كريك إنفو (الإنجليزية)